# 中国＝ラオス国境

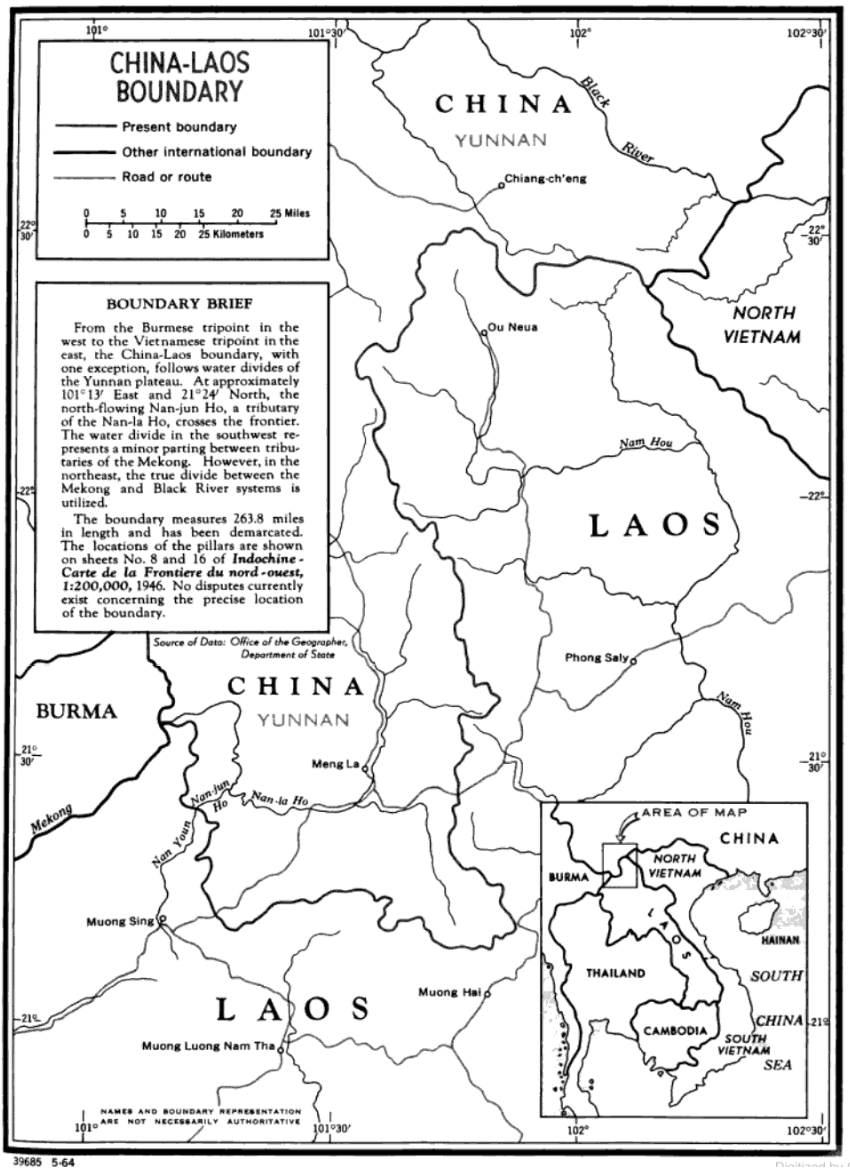
中国＝ラオス国境の地図

中国＝ラオス国境（ちゅうごく＝ラオスこっきょう）または中老国境（ちゅうろうこっきょう）は、中華人民共和国とラオスの国境である。
全て陸上国境であり、西はミャンマーとの三国国境から東はベトナムとの三国国境まで、延長は475キロメートルである。

## 概要
西は、メコン川のミャンマーとの三国国境から始まり、一旦東に進んだ後、南へ進路を変える。北緯21度付近で東に進路を変えた後、北に進路を変え、北緯21度50分付近で東に進み、十層大山山頂のベトナムとの三国国境で終わる。
両側の国境には少数民族が多く住んでいる。地形的には、周辺は山岳地帯と森林地帯であり、農地は少ない。
ラオス側はルアンナムター県、ウドムサイ県、ポンサーリー県に、中国側は雲南省に属している。

## 歴史
ラオス＝中国の国境地域は、歴史的に中国とラオス双方の権力の中心地から離れていた。1860年代からフランスがこの地域での勢力を拡大し始め、1887年に現代のカンボジアとベトナムに最初のフランス領インドシナの植民地が作られた。フランスと清は、清仏戦争後の1887年にトンキン（現在のベトナム北部）と清の国境を決定していた。その後、仏泰戦争後の1893年にラオスがフランスの植民地に加えられ、1895年6月20日に現在の位置にある中国とラオスの境界を定める国境協定が締結された。国境の位置には、それを示す杭が立てられた。
ラオスは1949年にフランスから部分的に独立したが、その頃、毛沢東が国共内戦で蒋介石の国民党政府を破り、中華人民共和国を建国した。中国がスターリン主義の原則を毛沢東主義の形で適応したことがラオスの政治に影響を与え、フランスからの完全独立を求める声が高まり、1953年にフランスからの完全独立が認められた。これにより、この国境は主権国家間の国境となった。国境線は1992年4月に再調査され、境界線が定められた。

## 国境通過点
国境には2つの通過点がある。主に使われているのは磨憨・ボーテンの通過点モーハン口岸である。もう1つはその北東にあるラントゥイ(Lantouy)の通過点だが、ここは両国の国民しか通過できない。
国境を横断する鉄道はないが、中国ラオス鉄道（ヴィエンチャン・ボーテン線）と玉磨線が2021年開業を目処に建設中であり、完成すれば昆明とヴィエンチャンが結ばれる。

## 地図
100万分の1国際図における中国＝ラオス国境の地図（西から東へ）。

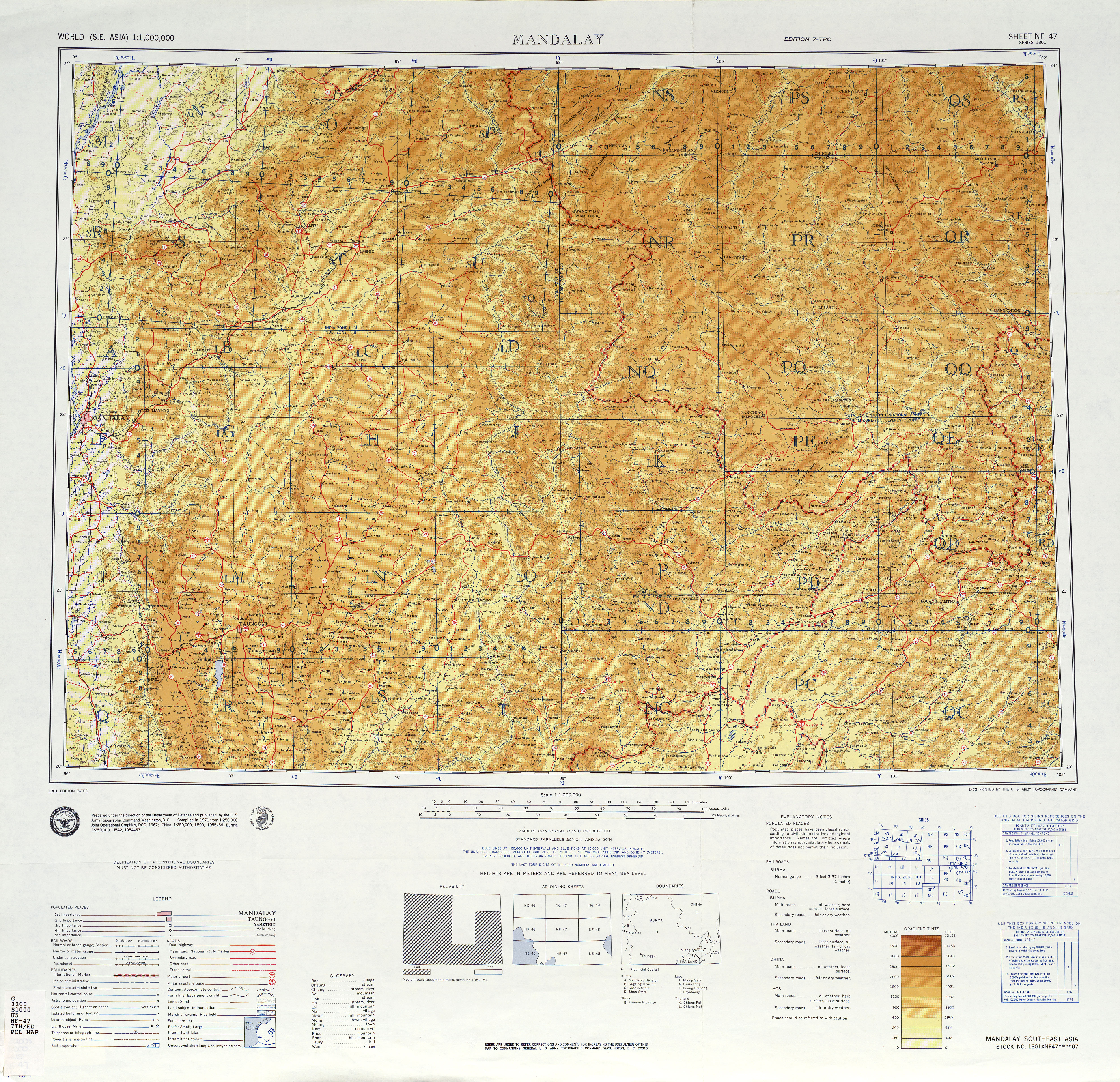
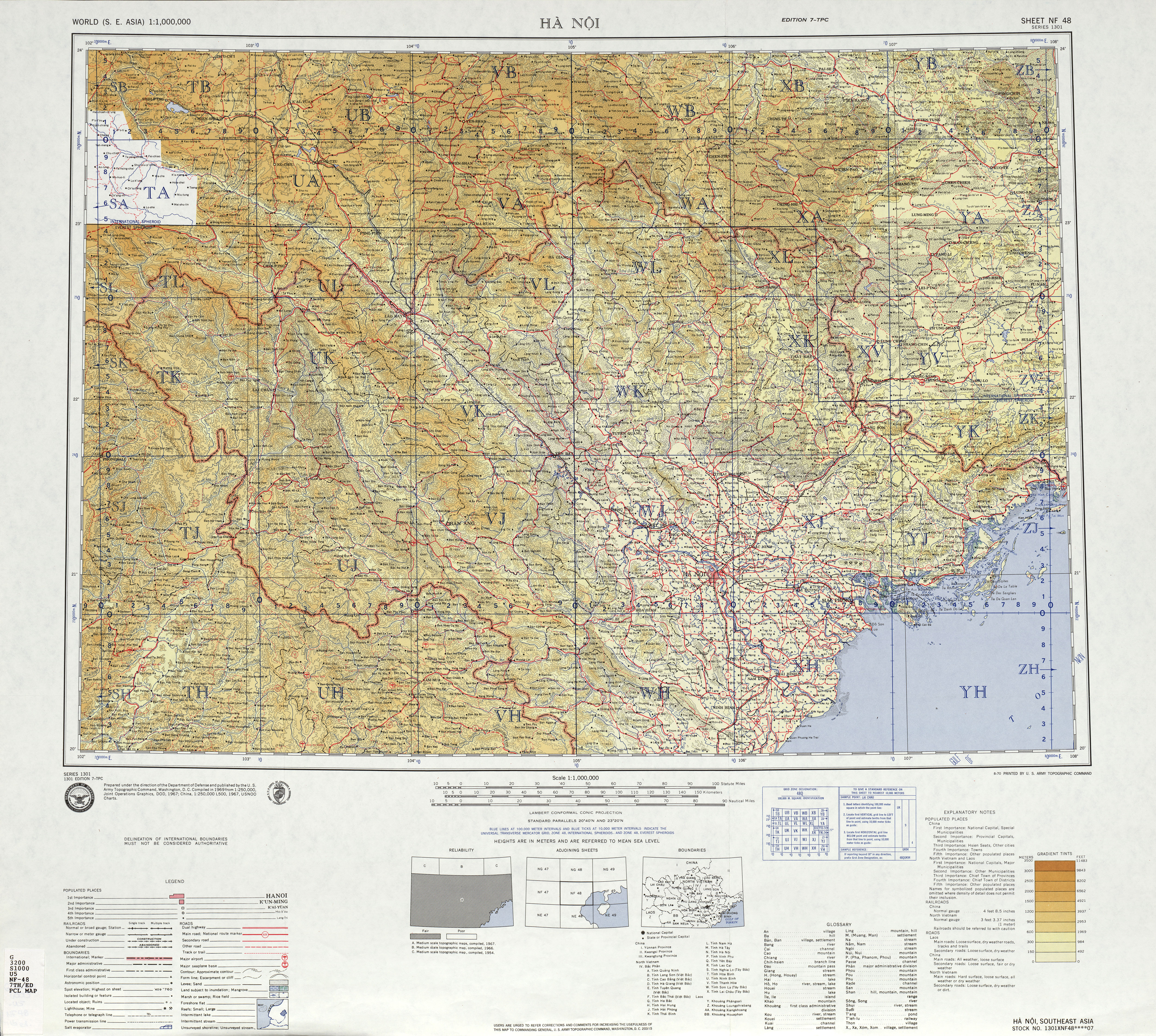
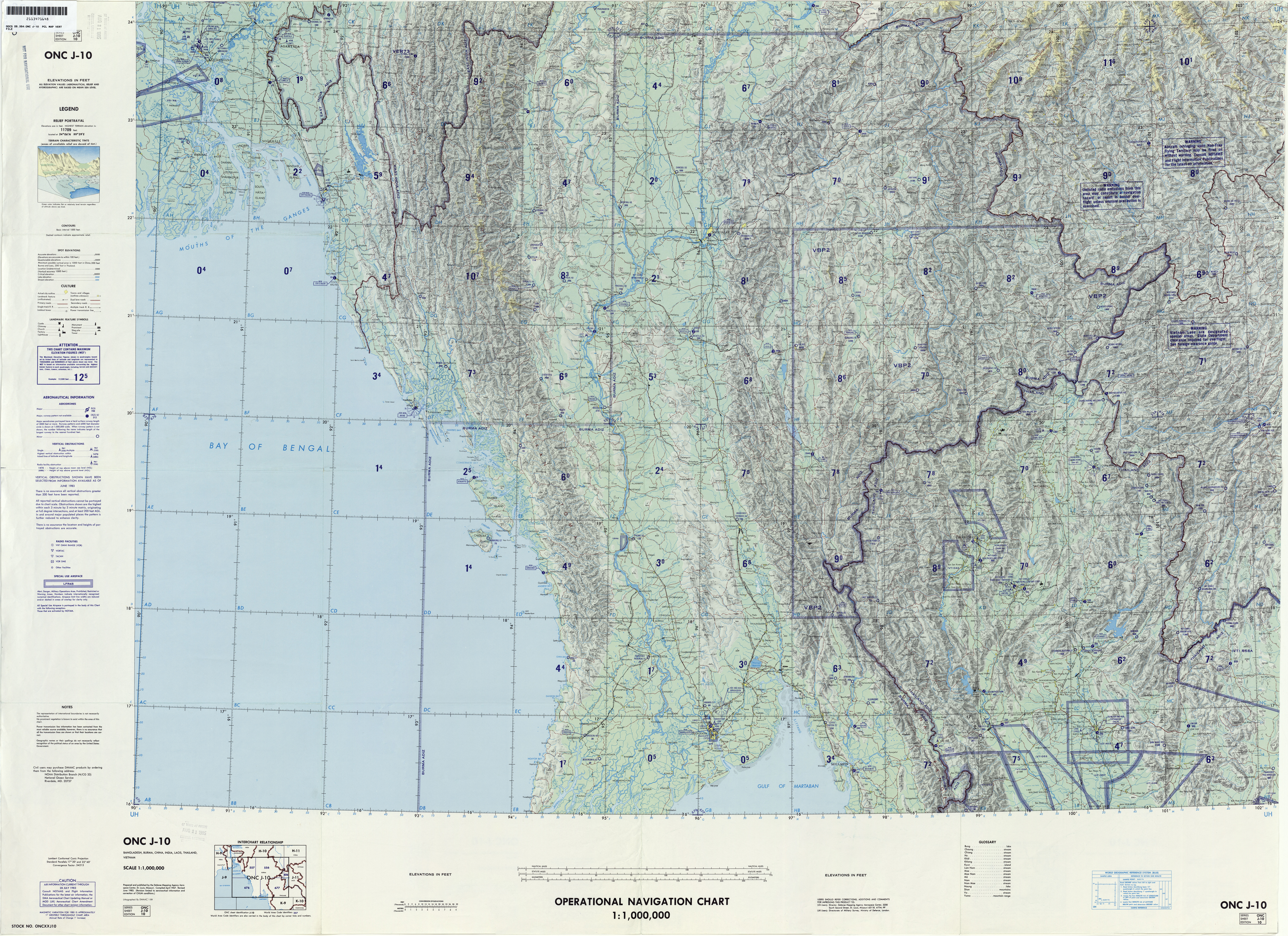
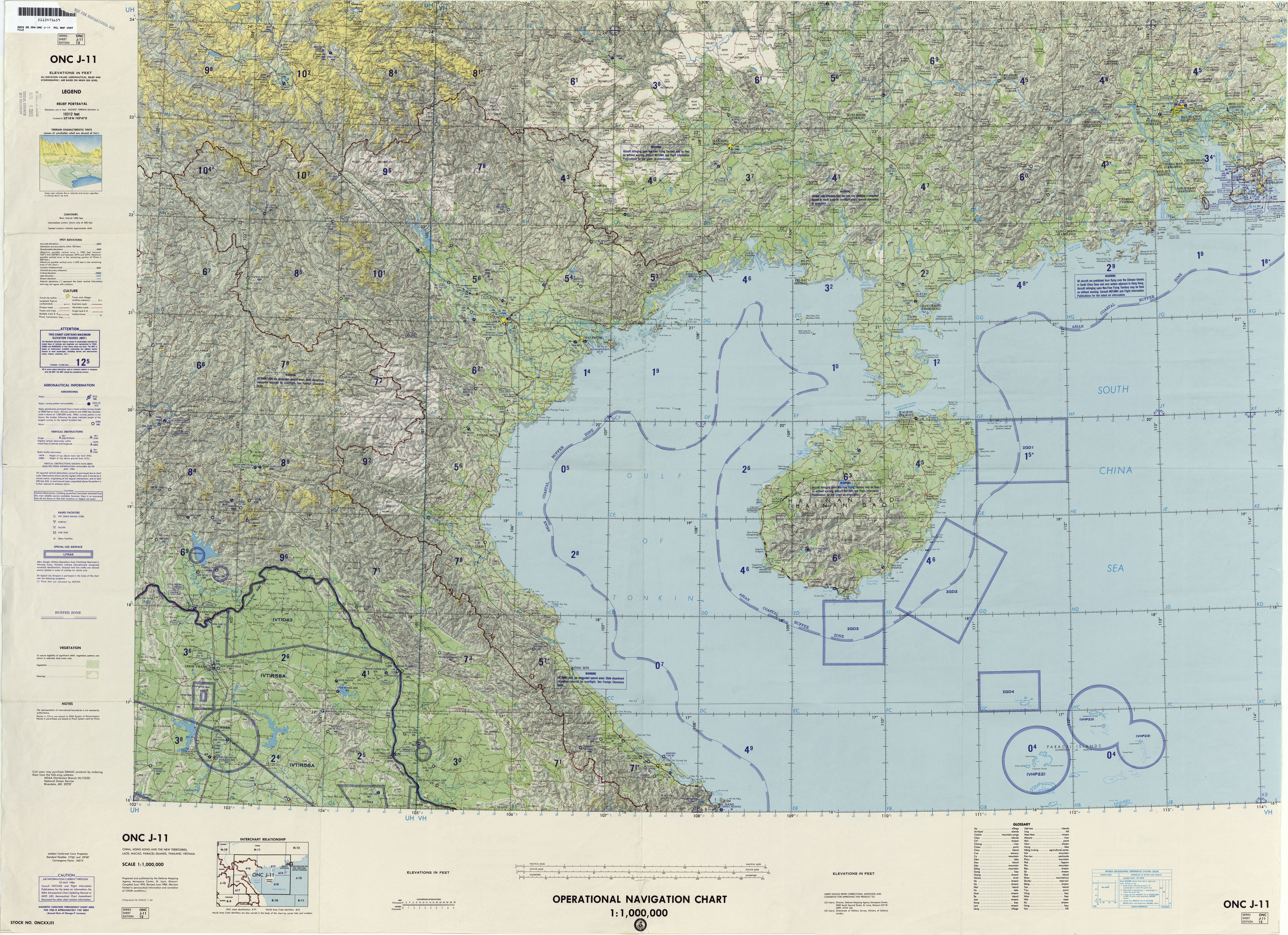
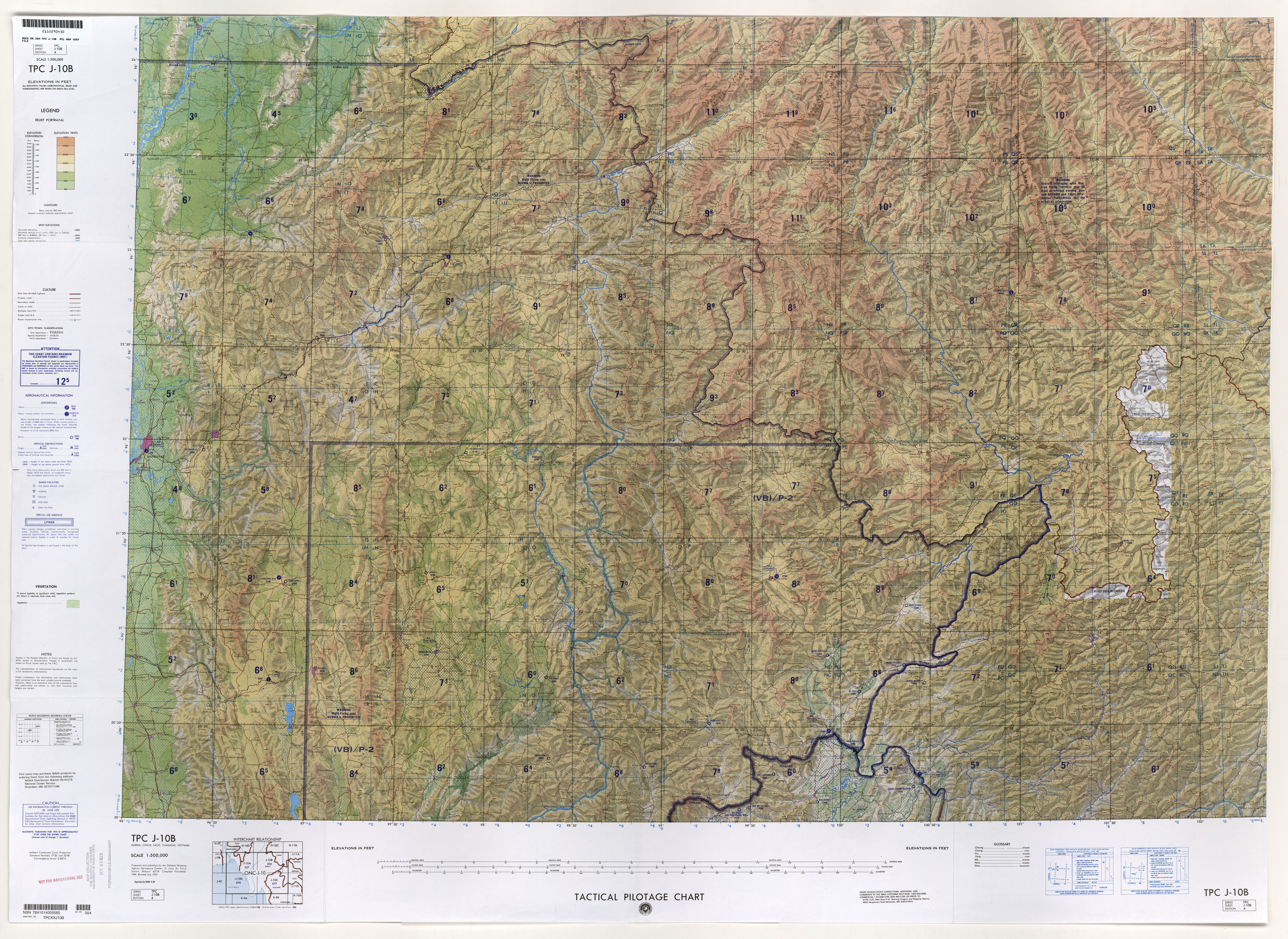